# Volksartiest van de Sovjet-Unie

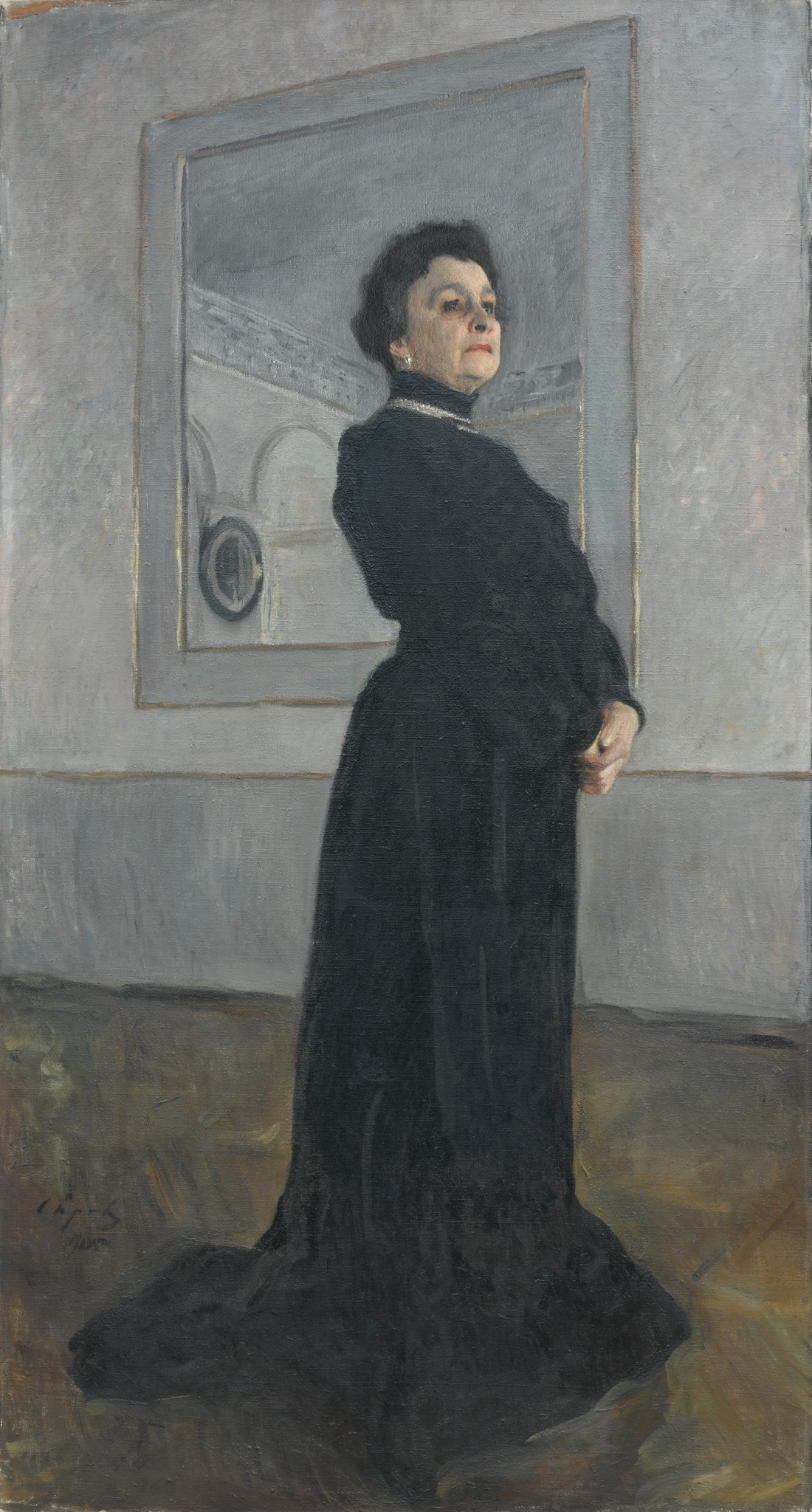
de actrice Maria Jermolova was de eerste Volksartieste van de Sovjet-Unie

De eretitel van een Volksartiest van de Sovjet-Unie (Russisch: Народный артист СССР) was een hoge onderscheiding die in de voormalige Sovjet-Unie aan kunstenaars kon worden uitgereikt. Voor deze titel kwamen de kunstenaars van alle volkeren in de unie in aanmerking. Het instellen van de titel werd goedgekeurd bij besluit van het Centraal Uitvoerend Comité van de USSR in hun besluit № 47 van 6 september 1936.
Het Centraal Uitvoerend Comité legde vast dat:
- De eretitel Volksartiest van de Sovjet-Unie wordt toegewezen aan de meest prominente kunstenaars die een bijzondere bijdrage aan de ontwikkeling van de Sovjet-theater, muziek, film, circus, televisie-en radio-uitzendingen in de opvoeding van creatieve verandering mogelijk hebben gemaakt.
- De eretitel Volksartiest van de Sovjet-Unie wordt toegekend op voorstel van het Ministerie van Cultuur van de Sovjet-Unie, het Sovjet-comité voor Cinematografie, het Nationaal Sovjet-comité voor televisie en radio, de Unie van Cinematografen van de Sovjet-Unie of de Unie van Sovjetcomponisten.
- Individuen die werden bekroond met de eretitel Volksartiest van de Sovjet-Unie ontvingen een diploma van het presidium van de Opperste Sovjet van de Unie van Socialistische Sovjetrepublieken, een versiersel en een certificaat.
- Het versiersel van een Volksartiest van de Sovjet-Unie wordt op de rechterzijde van de borst gedragen. De vormgeving en draagwijze zijn kenmerkend voor de socialistische orden.

In de hiërarchie van de talloze onderscheidingen van de Sovjet-Unie stond de titel van een Volksartiest van de Sovjet-Unie zeer hoog aangeschreven, al was Held van de Sovjet-Unie of Held van de Socilistische Arbeid nòg prestigieuzer. De titel was "hoger" dan Geëerd Kunstenaar van de Sovjet-Unie of Volksartiest van de Russische Republiek.
De volksartiesten droegen een kleine vergulde bronzen onderscheiding, in de vorm van een gedeeltelijk uitgerold perkament, aan een kort strookje rood lint op de rechterborst.
Wanneer een "Geëerd artiest van de Republiek" de titel van Volksartiest werd toegekend verloor hij van rechtswege de eerste titel. Een uitzondering werd gemaakt voor dragers van hogere en lagere eretitels in verschillende republieken en eretitels op federaal en SSR-niveau. Zo kon een Sovjetburger tegelijk Geëerd Artiest van de Oekraïense SSR en van de Russische SFSR zijn. Wanneer men de exclusieve titel van een Volksartiest van de Sovjet-Unie mocht dragen vervielen de andere titels.
Het convexe versiersel is 22,5 met 23,5 millimeter groot en draagt de inscriptie "Народный артист СССР" boven een hamer en sikkel. De gesp is 18 × 21 millimeter groot.
De titel was in rang gelijk aan de Volksartiest van de Russische Federatie, maar hoger dan die van de Geëerd Kunstenaar van de Sovjet-Unie of Geëerd Kunstenaar van de Russische Federatie. Toch was voor de titel van Volksartiest een "hogere graad van uitmuntendheid op het gebied van muziek en andere theatrale vormen van kunst" nodig. De eretitels van de Russische SFSR zijn blijven bestaan, die van de Sovjet-Unie zijn met die staat van het toneel verdwenen.
De laatste van de 1006 toekenningen werd op 21 december 1991 bekendgemaakt. Het opgerolde perkament ziet men terug in het moderne zilveren insigne van een Geëerd Kunstenaar van de Russische Federatie en het gouden insigne van een Volksartiest van de Russische Federatie, de opvolgerstaat van de Sovjet-Unie.

## De Volksartiesten van de republieken van de Sovjet-Unie
| Republiek           | Uitvoerende kunsten                      | Podiumkunsten                                    |
| ------------------- | ---------------------------------------- | ------------------------------------------------ |
| Russische SFSR      | народный артист РСФСР                    | народный художник РСФСР                          |
| Estse SSR           | Eesti NSV rahvakunstnik                  |                                                  |
| Letse SSR           | Latvijas PSR tautas skatuves mākslinieks | Latvijas PSR tautas mākslinieks                  |
| Litouwse SSR        | Lietuvos TSR liaudies artistas           | Lietuvos TSR liaudies dailininkas                |
| Wit-Russische SSR   | народны артыст Беларускай ССР            | народны мастак Беларускай ССР                    |
| Oekraïense SSR      | народний артист Української РСР          | народний художник Української РСР                |
| Moldavische SSR     | артист ал попорулуй дин РСС Молдовеняскэ | артист пластик ал попорулуй дин РСС Молдовеняскэ |
| Georgische SSR      | საქართველოს სსრ სახალხო არტისტი          |                                                  |
| Armeense SSR        | Հայաստանի ՍՍՀ ժողովրդական արտիստ         |                                                  |
| Azerbeidzjaanse SSR | Азәрбајҹан ССР халг артисти              | Азәрбајҹан ССР халг рәссамы                      |
| Kazachse SSR        | Қазақ КСР-ң халық әртісі                 | Қазақ КСР-ң халық суретшісі                      |
| Oezbekische SSR     | Ўзбекистон ССР халқ артисти              | Ўзбекистон ССР халқ рассоми                      |
| Turkmeense SSR      | Түркмен ССР-иң халк артисти              | Түркмен ССР-иң халк художниги                    |
| Kirgizische SSR     | Кыргыз ССР эл артисти                    |                                                  |
| Tadzjiekse SSR      | Артисти халқии РСС Тоҷикистон            |                                                  |